# FC 올림픽 탈린
FC 올림픽 탈린 (Tallinna FC Olympic Olybet)은 에스토니아의 수도인 탈린을 연고지로 하는 에스토니아 축구 클럽이다.